# Zentralverband der Augenoptiker und Optometristen
Der Zentralverband der Augenoptiker und Optometristen (ZVA) ist eine Interessenvertretung des deutschen Augenoptiker-Handwerks. Als Bundesinnungsverband nimmt er die Gesamtinteressen des Berufsstandes wahr.

## Geschichte
Als Rechtsnachfolger des 1905 in Dresden gebildeten „Centralverbandes“ wurde der Zentralverband der Augenoptiker 1951 wiederbegründet und hat seinen Sitz in Düsseldorf. Mitglieder des ZVA sind die ihm angeschlossenen Landesinnungsverbände bzw. Landesinnungen. In diesen Verbänden sind die örtlichen oder regionalen Augenoptiker-Innungen organisiert, die durch die Obermeister repräsentiert werden. 2015 erfolgte eine Umbenennung des Zentralverbandes der Augenoptiker in Zentralverband der Augenoptiker und Optometristen. Die Mitglieder der Innungen sind Augenoptiker-Betriebe. Die Innungsmitgliedschaft ist freiwillig. Im Jahr 2010 war der "Arbeitskreis Preisstrukturen" des ZVA Ausgangspunkt eines Verfahrens des Bundeskartellamts gegen fünf führende Brillenglashersteller und den ZVA wegen gemeinsamer, verbotener Preisabsprachen.

## Aufgaben
Der ZVA vertritt die Gesamtinteressen der deutschen Augenoptiker. In dieser Funktion sieht sich der Verband als Ansprechpartner des Berufsstandes auf Bundesebene.
Primäre Zielsetzung des ZVA ist die Absicherung und Optimierung der wirtschaftlichen Rahmenbedingungen für die selbständigen Augenoptiker. Durch diese Aktivitäten sollen die Wertschöpfung der Innungsmitglieder unterstützt werden.
Die Aufgaben des ZVA sind wie folgt: 

### Berufspolitik
Als Arbeitgeberverband ist der ZVA Ansprechpartner der Branche. Er verhandelt mit dem Gesetzgeber, den zuständigen Bundesministerien und nachgeordneten Behörden, Gerichten, Gewerkschaften (ver.di & IG Metall) und Krankenkassen. Der ZVA unterstützt technische Innovationen in der Augenoptik, z. B. durch die Mitarbeit bei der Festlegung von Qualitätsstandards und Vorschriften zur Normung. Die Klärung berufspolitischer Grundsatzfragen, wie z. B. Refraktionsrecht, Screening, Kontaktlinsenvertrieb von Nicht-Augenoptikern oder Fertigbrillen
werden vom ZVA initiiert und bearbeitet. Die Entwicklung von Arbeitsrichtlinien und Qualitätssicherungs-Konzepten durch den ZVA sollen ein einheitliches Leistungsniveau sicherstellen.

### Recht
Der Verein ist auf juristischen Fachgebieten (z. B. Berufs- und Handwerksrecht, Sozial- und Wettbewerbsrecht) aktiv. Er informiert seine Mitglieder über gesetzliche Änderungen und neue Urteile, führt Musterprozesse und nimmt Stellung gegenüber dem Gesetzgeber und Gerichten. Die Mitglieder des ZVA erhalten Beratungen, insbesondere im Wettbewerbs- und Vertragsrecht.

### Aus-, Fort- und Weiterbildung
Die berufliche Bildung der Augenoptiker zählt zu den Kernaufgaben des ZVA. Der Verband beteiligt sich maßgeblich an der konzeptionellen und einheitlichen Ausgestaltung der beruflichen und berufsschulichen Ausbildung und der überbetrieblichen Ausbildung. Er arbeitet federführend an dem Berufsbild des Augenoptikermeisters mit und bietet über das "ZVA-Bildungszentrum/Akademie der Augenoptik in Knechtsteden Fort- und Weiterbildungen für alle Berufsangehörigen an. Fortbildungen erfolgen an der Akademie in Form von Meisterkursen nach ZVA-Rahmenlehrplan und einem Aufbaustudiengang Augenoptik und Optometrie, Weiterbildungen werden in Form von Seminaren und Lehrgängen angeboten. 
Der ZVA unterstützt, zum Teil auch als Schulträger, die Fortbildung an den Fach- und Fachhochschulen des Berufsstandes. Der ZVA betreut im Auftrag des Europäischen Augenoptikerverbandes (ECOO) europaweit das „Europäische Diplom in Augenoptik und Optometrie“.

### Betriebswirtschaftliche Grundlagen
Hierzu zählt die Beobachtung des Marktes unter Hinzuziehung von externen und internen Datenquellen. Um eigene Zahlen zu erhalten, führt der ZVA eine ERFA-Statistik sowie einen Betriebsvergleich durch. Als kostenlose Dienstleistung erhalten die teilnehmenden Betriebe individuelle Auswertungen ihres Betriebes im Vergleich zum Durchschnitt. Die so gewonnenen Daten sollen Argumentationsgrundlagen gegenüber Regierung, Gewerkschaft und anderen Organisationen sowie Entscheidungshilfen für künftige Strategien des ZVA und der Innungsmitglieder liefern. Durch Gutachten werden Informationen für den Markt-Auftritt bereitgestellt. Die Erstellung von Kalkulationsgrundlagen für die Branche gehört auch dazu.

### Presse- und Öffentlichkeitsarbeit
Der ZVA informiert die Innungsmitglieder über wichtige Neuigkeiten und Entwicklungen (z. B. über den ZVA-Report und die Fachpresse). Der Verband realisiert Marketingmaßnahmen und bietet den Innungsmitgliedern dazu passende Kommunikationsmittel an. Nach außen ist der ZVA Sprachrohr der Branche. Er informiert die Medien über politische, rechtliche und wirtschaftliche Rahmenbedingungen des Augenoptikerhandwerks, über die Bedeutung von gutem Sehen und das Leistungsspektrum der Augenoptiker.

## Verbandslandschaft
Als Bundesverband vertritt der ZVA die Augenoptiker auf nationaler Ebene zum Beispiel im Unternehmerverband Deutsches Handwerk (UDH) beim Zentralverband des Deutschen Handwerks und in der Brancheninitiative Kuratorium Gutes Sehen e. V. (KGS). Auf internationaler Ebene ist der ZVA im europäischen Rat für Optometrie und Optik (European Council of Optometry und Optics – ECOO) und dem Weltverband der Augenoptiker (World Council of Optometry – WCO) vertreten.